# Pogonatum subfuscatum
Pogonatum subfuscatum är en bladmossart som beskrevs av Brotherus 1929. Pogonatum subfuscatum ingår i släktet grävlingmossor, och familjen Polytrichaceae. Inga underarter finns listade i Catalogue of Life.